# صندوق بربنو
صندوق بربنو (بالإنجليزية صندوق بربنو) هو صندوق سمي على أسماء مكتشفيه ديفيد بربنو وهينز سكالرز، وهو تسلسل لستة نيوكليوتيدات 5ˋ-TATAAT-3ˋ  (ثايمين- أدنين- ثايمين– أدنين- أدنين- ثايمين). يوجد في الخلايا بدائية النواة مثل البكتيريا، ويعد – أي صندوق بربنو- جزءا أساسيا من المحفز (Promoter)  وهو تسلسل من «النيوكليوتيدات» موجود في الدنا، وله دور رئيسي في ارتباط (الآر أن أي RNA بوليميراز) لبدء عملية النسخ الوراثي. ويسمى صندوق بربنو أيضا بـ (سلسلة -10) لأن  منتصف سلسلة صندوق بربنو يقع قبل 10 أزواج من القواعد النيتروجينية من موقع بداية عملية النسخ التي يتم بها تحويل الـ DNA  إلى الـ RNA.
تكمن أهمية هذا الصندوق كذلك في أنه يعد الموقع الأول لانفصال الـ DNA؛ وهو عملية انفصال أزواج القواعد النيتروجينية المتممة لبعضها وتكوين ما يسمى بـ «فقاعة النسخ» أي تحويل الـ DNA  إلى الـ RNA، وذلك لأن صندوق بربنو غني بالأدنين والثايمين اللذين يرتبطان بوساطة اثنتين من الروابط الهيدروجينية التي تعتبر سهلة الكسر مقارنة بـ «السيتوسين والجوانين» اللذين يرتبطان مع بعضها بوساطة ثلاثة روابط هيدروجينية [3]. ولصندوق بربنو نفس الوظيفة المتعلقة بصندوق TATA الموجود على المحفز للخلايا ذات النواة الحقيقية.